# Victor Ghitta
Victor Ghitta (n. 1870, Sintea Mare – d. 1946, Șiria) a fost un delegat în Marea Adunare Națională de la Alba Iulia, organismul legislativ reprezentativ al „tuturor românilor din Transilvania, Banat și Țara Ungurească”, cel care a adoptat hotărârea privind Unirea Transilvaniei cu România, la 1 decembrie 1918.

## Biografie
Victor Ghitta s-a născut  la data de 2 iunie 1870 în localitatea Sintea-Mare din comitatul Arad, din părinii Antoniu Ghitta și Ana (născută Leucuța). Acesta a decis să urmeze cariera ecleziastică și s-a înscris la Seminarul greco-catolic din Blaj în anul 1889. A studiat mai apoi la Gimnaziul Catolic din Cașovia (Košice, în Slovacia de azi), după care a urmat cursurile de teologie la Blaj pe care le-a finalizat în 1893.
Victor Ghitta s-a căsătorit cu Valeria (născută Pop) și a intrat în rândurile clerului unit căsătorit prin hirotonirea din 3 noiembrie 1895. Din acest moment a debutat cariera lui preoțească, fiind trimis ca administrator parohial la Bicău (în Satu Mare) și mai apoi preot paroh la Șiria (Arad), unde a avut și funcția de protopop onorar districtual (între anii 1917 - 1929).

## Activitatea ecleziastică
Teolog fiind, tânărul Victor a organizat în localitatea Terebești din comitatul Sătmar o întrunire a teologilor din Blaj prilej cu care s-au ținut discursuri, s-a dansat și petrecut în pădurea de lângă localitate. El s-a aflat printre studenții responsabili cu elaborarea și desfășurarea programului, care avea ca scop susținerea parohiei greco-catolice din localitate.
În calitatea de preot în parohia greco-catolică din Bicău, el a participat alături de tatăl său Antoniu Gitta la sfințirea unei cruci din piatră în fața bisericii din Borhid, parohie unde slujea și era protopop tatăl lui.
Victor Ghitta a fost preot și protopop greco-catolic timp de 45 de ani în paroihia Șiria din județul Arad, unde s-a remarcat prin capacitatea sa de a canaliza valorile și aspirațiile poporului român.

## Activitatea politică

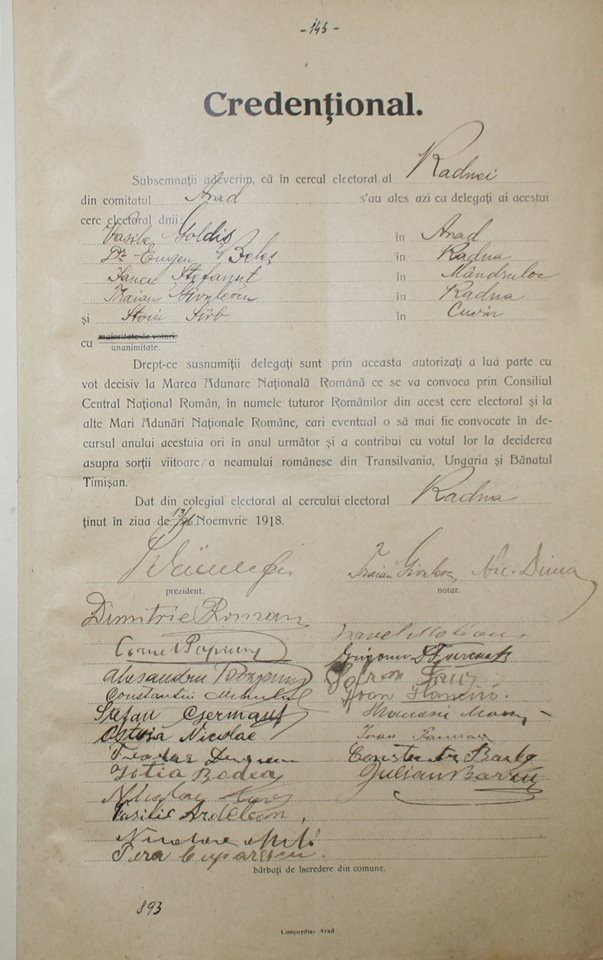
Credențional

Încă din perioada studiilor teologice de la Blaj, Victor Ghitta s-a implicat activ în mișcarea românilor ardeleni. În acest sens el a fost ales ca notar al Adunării de la Seini, întrunită cu scopul de a protesta la adresa unor proiecte de legi ce prevedeau lezarea insituțiilor românești din Transilvania: școala și biserica (ultima prin legile referitoare la căsătoria civilă).
Victor Ghitta a fost și membru al asociațiunii ASTRA, fiind secretarul despățământului "Sătmar-Ugocea"; în acest conext, el a organizat în luna mai a anului 1904 o întâlnire a asociațiunii în localitatea Pomi din Sătmar, unde s-a organizat o veritabilă sărbătoare poporală.
El s-a aflat pe lista delegaților de drept cu credențional din partea Protopopiatului greco-catolic din Șiria din comitatul Aradului pentru a participa la Marea Adunare Națională de la Alba Iulia.